# جورج وليم كولمان
جورج وليم كولمان (بالإنجليزية: George William Coleman)‏ هو كاهن كاثوليكي أمريكي، ولد في 1 فبراير 1939 في فول ريفر في الولايات المتحدة.